# درو بيرسون (صحفي)
درو بيرسون (بالإنجليزية: Drew Pearson)‏ هو صحفي أمريكي، ولد في 13 ديسمبر 1897 في إيفانستون في الولايات المتحدة، وتوفي في 1 سبتمبر 1969 في روكفيل في الولايات المتحدة.

## وصلات خارجية
- درو بيرسون على موقع IMDb (الإنجليزية)
- درو بيرسون على موقع الموسوعة البريطانية (الإنجليزية)
- درو بيرسون على موقع مونزينجر (الألمانية)
- درو بيرسون على موقع إن إن دي بي (الإنجليزية)
- درو بيرسون على موقع قاعدة بيانات الفيلم (الإنجليزية)